# Kit Bond
Christopher Samuel "Kit" Bond, född 6 mars 1939 i Saint Louis, Missouri, död 13 maj 2025 i Saint Louis, Missouri, var en amerikansk republikansk politiker. Han var guvernör i delstaten Missouri 1973–1977 och 1981–1985 samt ledamot av USA:s senat från Missouri 1987–2011.
Bond utexaminerades 1960 från Princeton University. Han avlade 1963 juristexamen vid University of Virginia.
Bond efterträdde 1973 Warren E. Hearnes som guvernör i Missouri. Han kandiderade 1976 till omval men förlorade mot demokraten Joseph P. Teasdale. Bond bestämde sig för att utmana Teasdale i guvernörsvalet 1980. Han vann den gången med 52,6% av rösterna mot 47% för Teasdale. Bond efterträddes 1985 som guvernör av John Ashcroft.
Senator Thomas Eagleton kandiderade inte till omval i senatsvalet 1986. Bond vann valet och efterträdde Eagleton som senator i januari 1987. Han omvaldes 1992, 1998 och 2004.
Bonds son Sam tjänstgjorde i Irakkriget i USA:s marinkår.
Bond kandiderade inte till omval i mellanårsvalet i USA 2010 och efterträddes som senator av Roy Blunt.